# Bujdosó
Bujdosó, comúnmente conocida en inglés como The Fugitive o Song of Exile («El fugitivo» o «Canción del exilio»), es una composición vocal temprana del compositor húngaro György Ligeti. Fue terminada en 1946 y está fuertemente influenciada por Béla Bartók .

## Composición
Esta composición fue escrita en 1946. En ese momento, Ligeti vivía en Hungría y estaba muy interesado en la música folclórica húngara, como otros compositores húngaros como Béla Bartók. Como la mayor parte de la obra juvenil de Ligeti, esta pieza nunca recibió un estreno formal, pero se ha grabado junto con otras composiciones vocales tempranas. Posteriormente fue publicada por Schott Music en 1999.

## Análisis
Esta obra tiene una duración de interpretación de dos minutos, aproximadamente. Fue escrita para un coro mixto que debe consistir de sopranos, altos, y barítonos ¿. El texto está extraído de un poema tradicional húngaro, que es el siguiente:
Fölkelt már a csillag Lengyelország felé
Magam is elmegyek, babám, arra felé
Megvetették nekem a megfogó hálót
Megfogtak engemet mint egy utonálló

Lám, megmondtam, rózsám, ne szeress engemet
mert Somogy vármegye hajszoltat engemet
A tömlöc feneke az én vetett ágyam

annak a teteje takaró vánkosom.
La pieza está marcada al inicio con Nyugodtan (♩ = 108), que se puede traducir como "tranquilamente". El tempo cambia a Adagio hacia el final de la pieza, y tiene cambios de compás en toda la partitura. La letra ha sido traducida al alemán por Hilgen Schallehn y al inglés por Desmond Clayton.

## Grabaciones
- Ligeti: Lux Æterna (Œuvres Vocales = Vocal Works = Voklawerke). Groupe Vocal de France, Guy Reibel. EMI, 1990.[6]
- Gyorgy Ligeti Edition Vol 2 - A Cappella Choral Works. Terry Edwards, London Sinfonietta Voices. Sony, 1997.[7]